# 卡薩涅橋
卡薩涅橋（法語：Pont de Cassagne，又稱為Pont Gisclard）是一條位於法國东比利牛斯省的鐵路斜拉橋，屬於塞尔达涅线，大橋用作橫跨泰特河。大橋自1995年起便成為法国历史遗迹。